# Andrés Godoy
Andrés Godoy (San Antonio (Chile), 10 de noviembre de 1953) es un guitarrista y productor musical chileno⁣⁣. Es uno de los músicos más renombrados de Chile. Sus composiciones incorporan diversas influencias, como: música del mundo, folklore, rock, clásica y fingerstyle⁣⁣.

## Biografía
Andrés aprendió a tocar la guitarra a los 10 años, cuando sus padres le regalaron el instrumento. A los 14 años sufrió un accidente en el que perdió toda su mano derecha. Sin embargo, inventó una técnica para tocar la guitarra con una sola mano, a la que llamó "Tatap". 
En 1978 fundó el grupo de rock Andrés & Ernesto, que más tarde se llamaría Andrés, Ernesto & Alejaica, tras unirse a la banda Alejaica. La banda se disolvió en 1984, cuando Andrés se mudó a Buenos Aires. En suelo argentino tocó con los músicos Piero de Benedictis, Juan Carlos Baglietto y Fabiana Cantilo⁣⁣.
En 1985 graba su primer disco solista, No estamos solos. En 1990, nuevamente en suelo chileno, tocó con el grupo El Grifo (1989) y posteriormente fundó Andrés Godoy y la Divina Paciencia (1990), con el que grabó el disco Respiro en 1991⁣⁣.  El 31 de marzo de 2007 grabó su trabajo más reciente, La risa o el send.
Como productor musical, ha trabajado con reconocidas bandas de la escena musical chilena, como Sinergia, Los Peores de Chile, Los Bandoleros, Lilits, 2X, Cabrera, Kimeros⁣⁣. Además, fue el fundador del programa Escuelas de Rock, el cual presidió durante 10 años (1995-2005). 

### Participación en festivales
- 2012 - Festival Internacional de Fingerstyle en China [4]
- 2012 - Gitarrennacht Fest (Alemania)

### Discografía
- 1986 - No estamos solos
- 1989 - Aliento
- 1995 - Diez piezas para una mano
- 2006 - Risa o envío

### Colectivos
- 2008 - Relieves de luz (DVD)